# Саммеццано (замок)
Саммеццано (итал. Castello di Sammezzano) — старинный дворцово-замковый комплекс недалеко от фракции Леччо коммуны Реджелло, в провинции Флоренция, в области Тоскана, Италия, окружённый большим живописным парком. По типу относится к замкам на вершине.

## История

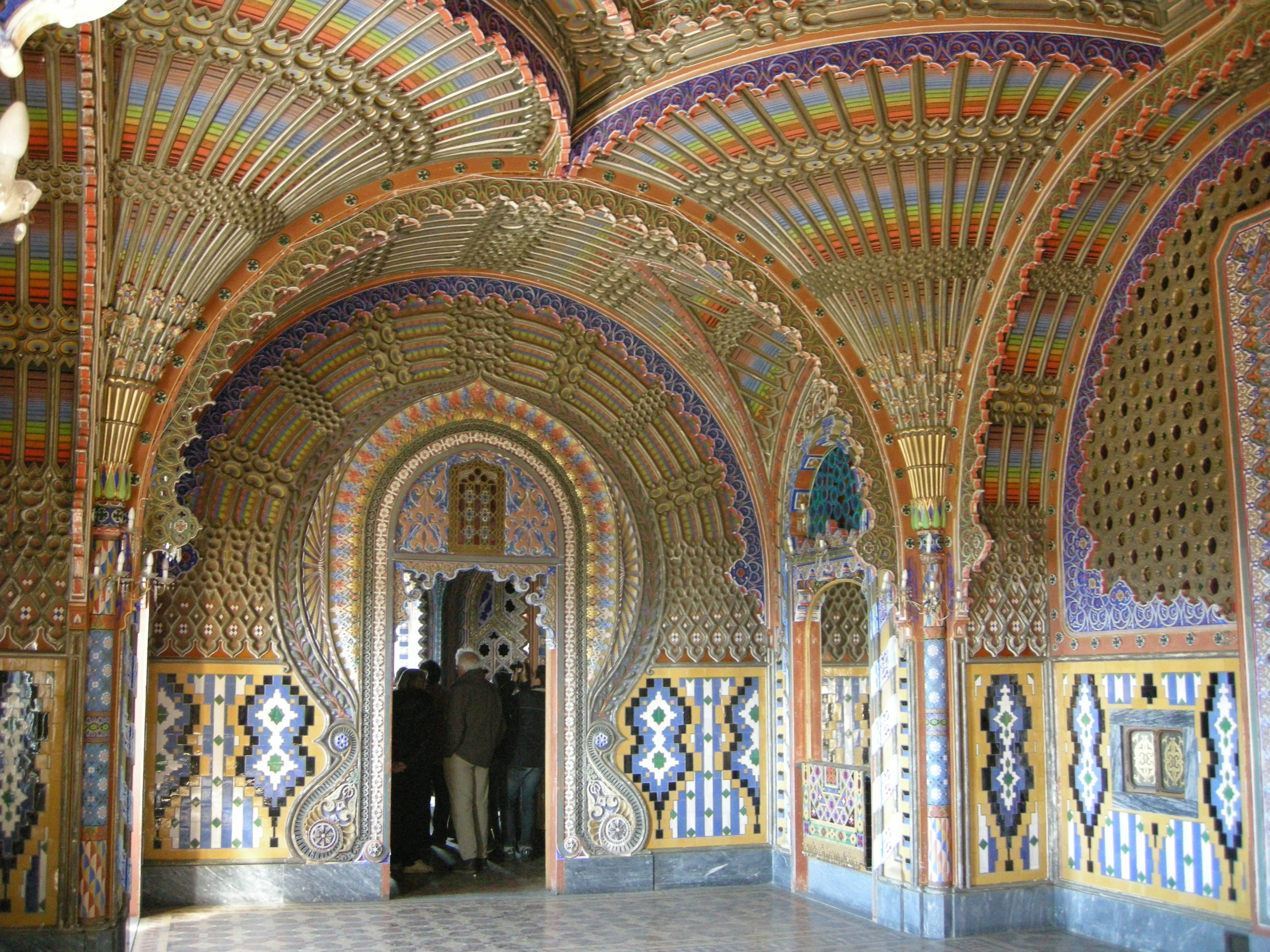
Одна из комнат замка

### Ранний период
Жилое здание на этом месте существовало ещё в эпоху Древнего Рима. Судя по всему, на холме находилась укреплённая вилла. Историк Роберт Давидсон в своей книге «Истории Флоренции» пишет, что в 780 году Карл Великий, возможно, именно здесь скончался по возвращении из Рима, где папа крестил его.
Непосредственно замок построен в XVII веке. Изначально это была укреплённая загородная усадьба. В 1605 году по велению семьи Ксименес Д’Арагона началось строительство нового здания. В ту эпоху комплекс изначально возводился не как неприступная крепость, а как роскошная загородная резиденция. Правда, позднее его радикально перестроили. По воле собственников главное здание в XIX веке перестроили в мавританском стиле с эклектичными фасадами. Именно его видно сегодня. От прежних построек почти ничего не осталось.
Окружающее замок обширное поместье несколько раз меняло своих хозяев. В разное время им владели разные влиятельные семьи. Ранним из известных родов можно назвать Альтовити. Затем по воле герцога Козимо I, собственником стал Джованни Джакопо Медичи. Но позднее он продал землю Себастьяно Ксименесу.

### XIX век
Усадьба оставались во владении семьи Ксименес д’Арагона до 1816 года, когда скончался последнего представитель рода Фердинандо, не оставивший наследников.
В описании, составленном инженером Джузеппе Фальди в 1818 году, замок предстаёт собой внушительное сооружение с мощными бастионами и широкой парадной лестницей. После долгих судебных разбирательств процесса, связанных со спорами по поводу завещания Фердинандо Ксименеса, все его активы, включая родовое имя, герб, титулы, а также поместье Саммеццано перешли к Витторио (старшему сыну сестры Фердинандо) и его жене Никколо Панчатичи.
Замок унаследовал маркиз Фердинандо Панчатичи Ксименес д’Арагона. Он решил перестроить комплекс. На волне культурного течения под названием «ориентализм», распространившегося по всей Европе в середине XIX века, Фердинандо начал готовить проект радикальной перестройки комплекса.
Реконструкция продолжалась с 1853 по 1889 год. Одновременно шли отделочные работы. Главный вестибюль был готов уже в 1853 году. В 1862-м завершилась отделка галереи. Бальный зал был открыт в 1867 году. Последней доделали центральную башню. На ней высекли и дату завершения реконструкции: 1889 год. Пока шли строительные работы, маркиз спроектировал и профинансировал создание обширного парка. В итоге замок Саммеццано превратился в самый изсетный пример восточной архитектуры в Италии. Все кирпичи, лепнина и плитка были изготовлены на месте специально обученными местными рабочими. В 1878 году здесь побывал король Италии Умберто I.

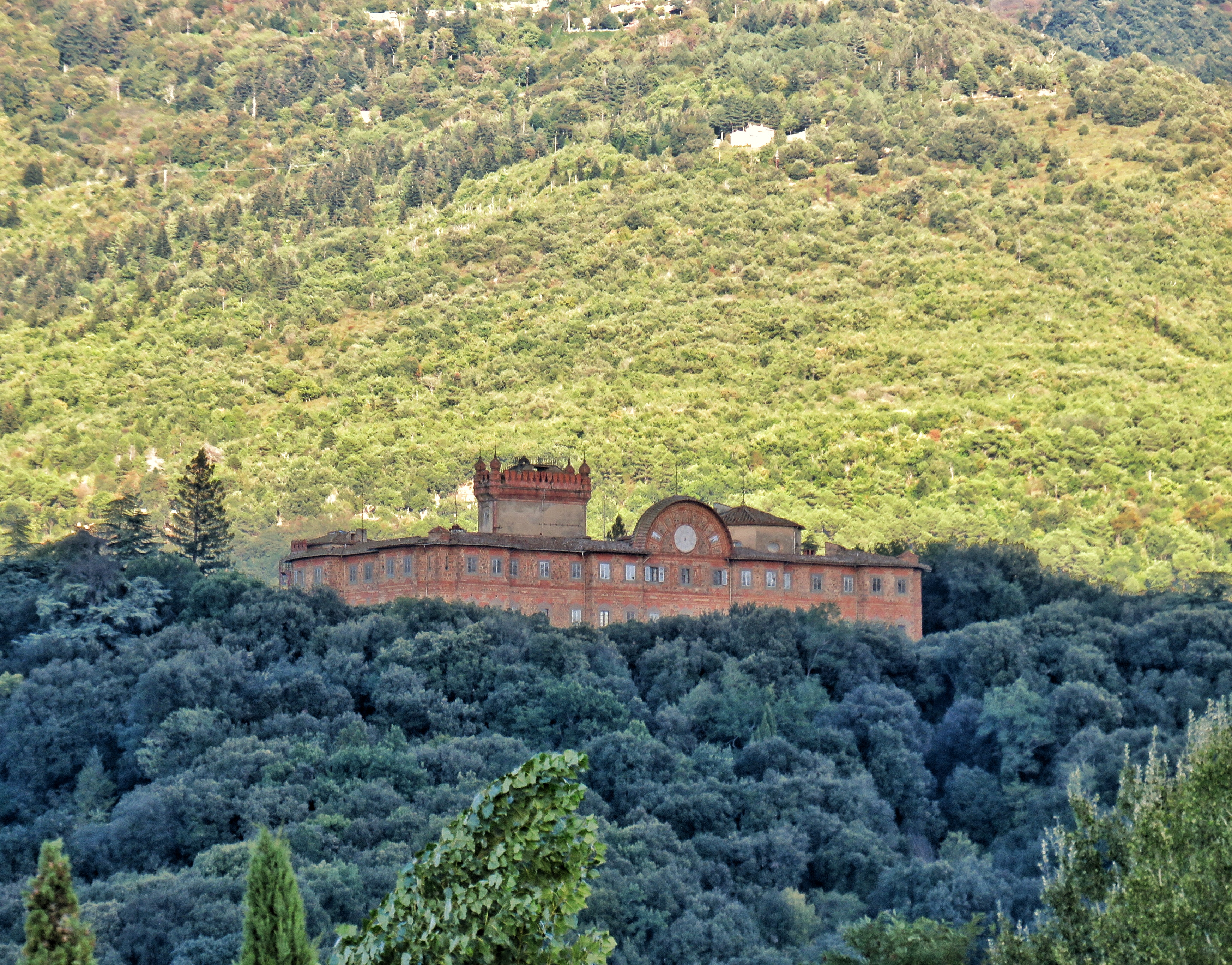
Вид замка с запада

### XX век
К середине XIX века замок перестал быть жилой резиденцией своих собственников. После завершения Второй мировой войны он использовался как роскошная гостиница и место для многочисленных киносъёмок.
К концу XX века замок находился в очень запущенном состоянии. Пришлось даже проводить срочные работы по укреплению стен и ремонту крыши, чтобы не началось обветшание сооружения. Собственники решили продать комплекс. В 1999 году состоялся аукцион, по итогам которого владельцем Саммеццано стала итало-английская компания. Для управления собственностью создали компанию Sammezzano Castle Srl.

### XXI век
В октябре 2015 года замок снова был выставлен на торги из-за проблем с ликвидностью, возникшей у собственника. Была установлена стартовая цена в 20 миллионов евро.
Перед первым аукционом замок вместе с поместье стал предметом национальной информационной кампании. Энтузиасты требовали от властей выкупить памятник архитектуры. Итогом этой компании стали:
- 10 парламентских предложений, адресованных министерствам культурного наследия, окружающей среды и экономики;
- утверждение 10 мая 2016 года регионального предложения, которое обязывает региональный совет Тосканы "предпринимать все полезные инициативы, в том числе совместно с заинтересованными местными властями, чтобы замок Саммеццано и парк, оставались доступными для публики;
- регистрация замка Саммеццано в Красном списке культурного наследия (объекты, находящиеся под угрозой исчезновения);
- получение первого места в переписи, организованной Итальянским экологическим фондом I Luoghi del Cuore[итал.] — 2016. За замок было отдано более чем 50 тысяч голосов;

В мае 2017 года замок оказался продан с аукциона за 14,4 миллиона евро компании из Дубая. Однако в следующем месяце продажа была оспорена судом Флоренции. Комплекс вернулся в собственность Sammezzano Castle Srl.

## Современное использование
Судьба комплекса пока остаётся неясной. На сегодняшний день замок открыт для посетителей только по случаю некоторых мероприятий, таких как весенние дни FAI, организованные Итальянским фондом окружающей среды.

## Замковый парк

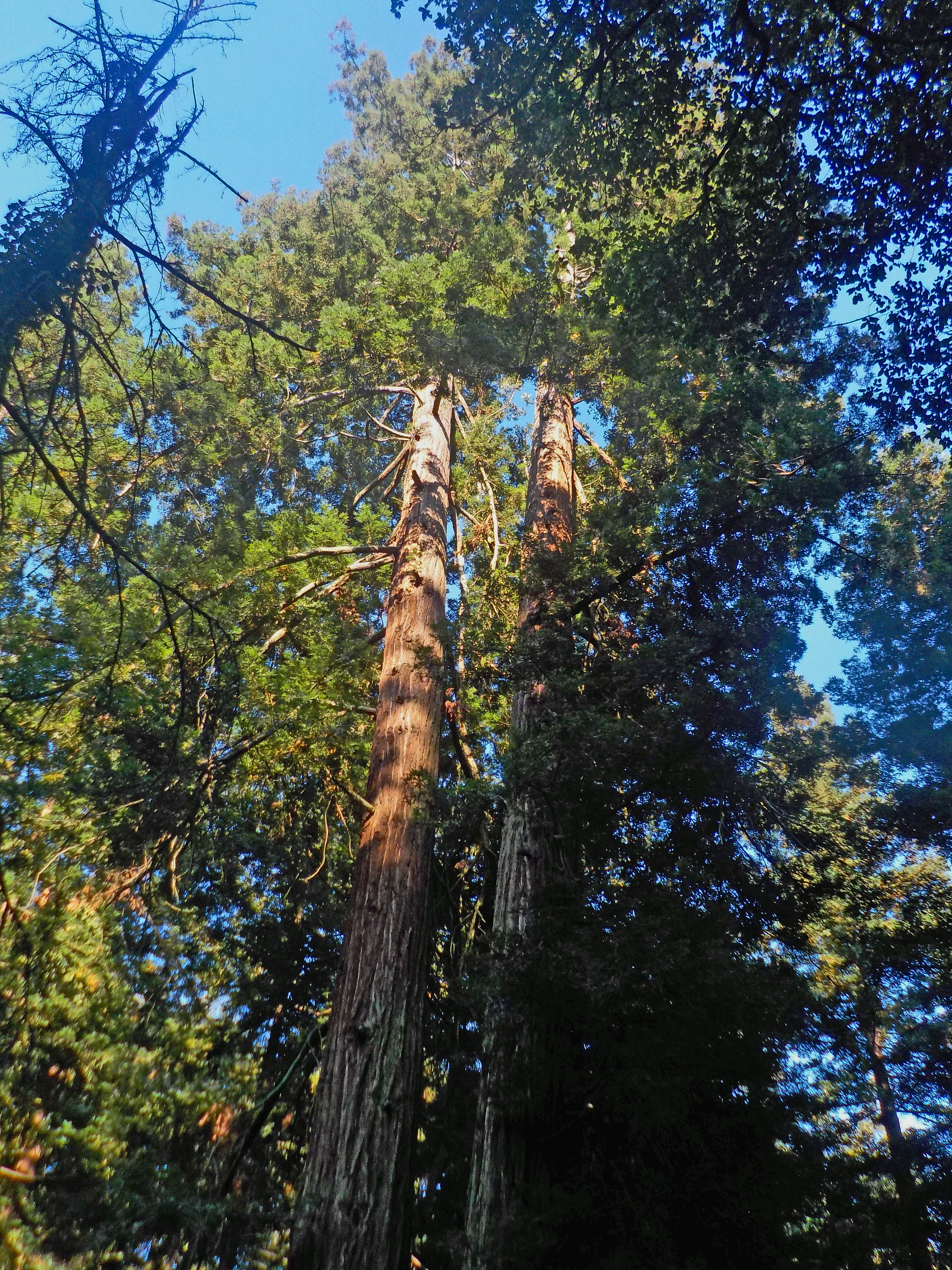
Секвойя в парке

Парк вокруг замка является одним из крупнейших в Тоскане. При его создании были ликвидированы некоторые сельскохозяйственные угодья ради посадки каменных дубов. Также было высажено большое количество экзотических видов деревьев, таких как секвойи и другие американские смолистые деревья. В самом парке с элементами мавританского стиля построили мостики, искусственный грот (со статуей Венеры), бассейны, фонтаны и другие сооружения.
Замок и его исторический парк представляют собой «уникум» значительной исторической, архитектурной и экологической ценности. Причём парк не менее ценен чем здания, благодаря бесценной ботанической коллекции. Правда, далеко не все растения, высаженные в XIX веке, дожили до наших дней. Уже в 1890 году из 134 различных видов, посаженных ранее, сохранилось только 37. Однако благодаря энтузиастам идёт возрождение парка в его изначальном ботаническом богатстве. Сегодня здесть есть образцы араукарии, туи, тиса, кипариса, сосен, пихты, пальм, юкки, дубов, клёнов, атласского кедра, ливанского кедра, ясеня, можжевельника, акации, липы и многочисленные цветов. В парке находится самая большая в Италии группа гигантских секвой в Италии: 57 взрослых экземпляров. Их высота достигает 35 метров.

## В массовой культуре
Замок (как фасады, так и внутренние помещения) многократно становился декорацией для различных художественных фильмов:
- 1972 год. «Наконец ... тысяча и одна ночь[итал.]» режиссёра Антонио Маргерити.
- 1975 год. «Giro girotondo… con il sesso è bello il mondo» режиссёра Оскара Браззи[итал.].
- 1974 год. «Цветок тысячи и одной ночи» режиссёра Пьера Паоло Пазолини.
- 1977 год. «Эмануэль. Нужно ли насилие над женщинами?[итал.]» режиссёра Джо Д’Амато.
- 1978 год. «Сын шейха[итал.]» режиссёра Бруно Корбуччи[итал.].
- 1985 год. «Я — паранормальное явление[итал.]» режиссёра Альберто Сорди.
- 1989 год. «A cena col vampiro[итал.]» режиссёра Ламберто Бава.
- 1990 год. «Тихие дни в Клиши» режиссёра Клода Шаброля.
- 2015 год. «Страшные сказки» режиссёра Маттео Гарроне с Венсаном Касселем и Сальмой Хайек в главных ролях.
- 2017 год. «Зло внутри» Карло Бальдаччи Карли.

Несколько раз на фоне замка снимали видеоклипы:
- 1986 год. Дуэт Фиордализо и Пупо. Песня Quanta gente[итал.].
- 1990 год. Дуэт Мьетты и Амедео Минги[итал.]. Песня Vattene amore[итал.].
- 2016 год. Музыкальный фильма «Сейчас или никогда (все меняется)» певицы Дольченеры.

## Галерея

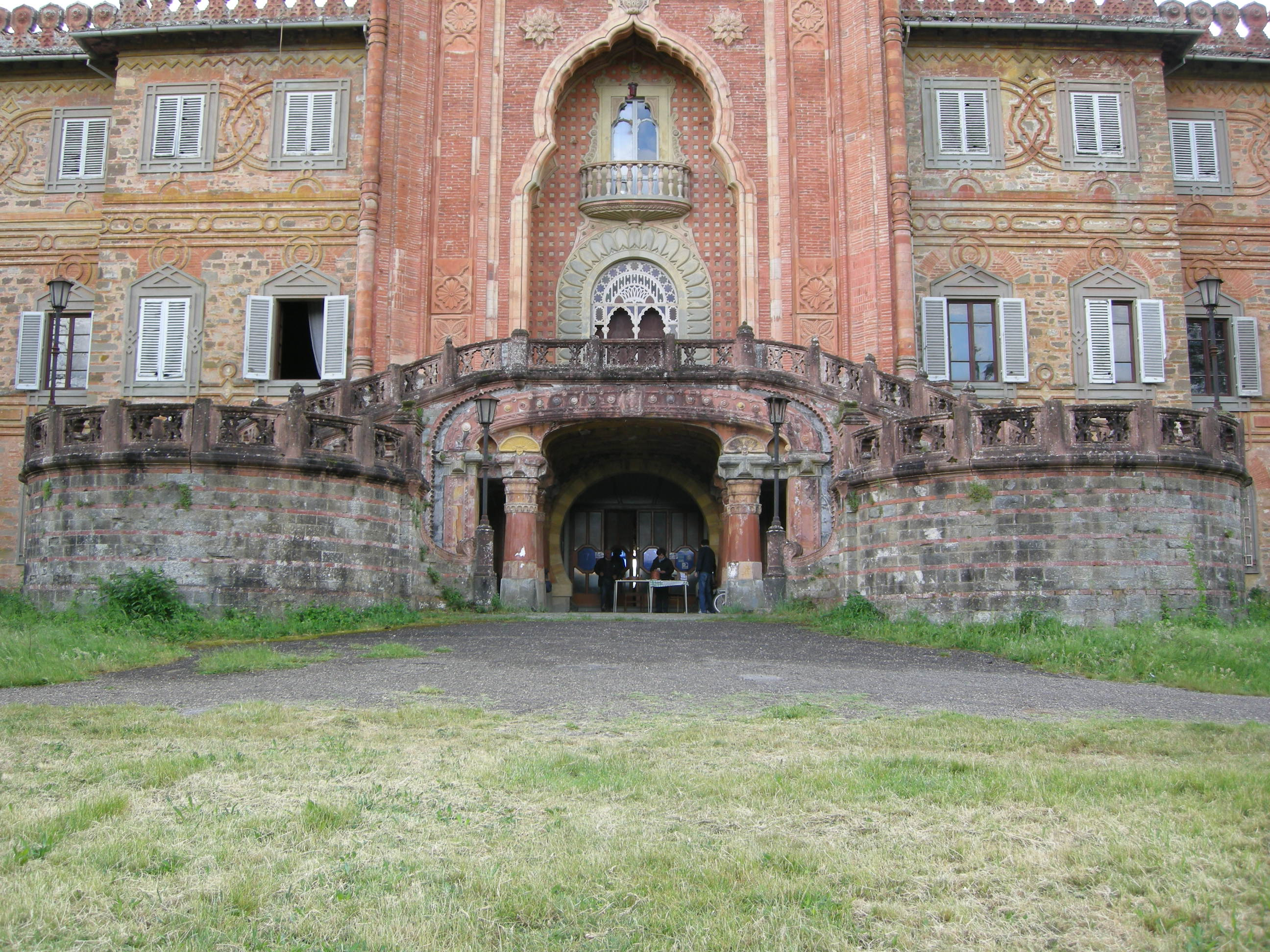
Центральная часть северного фасада
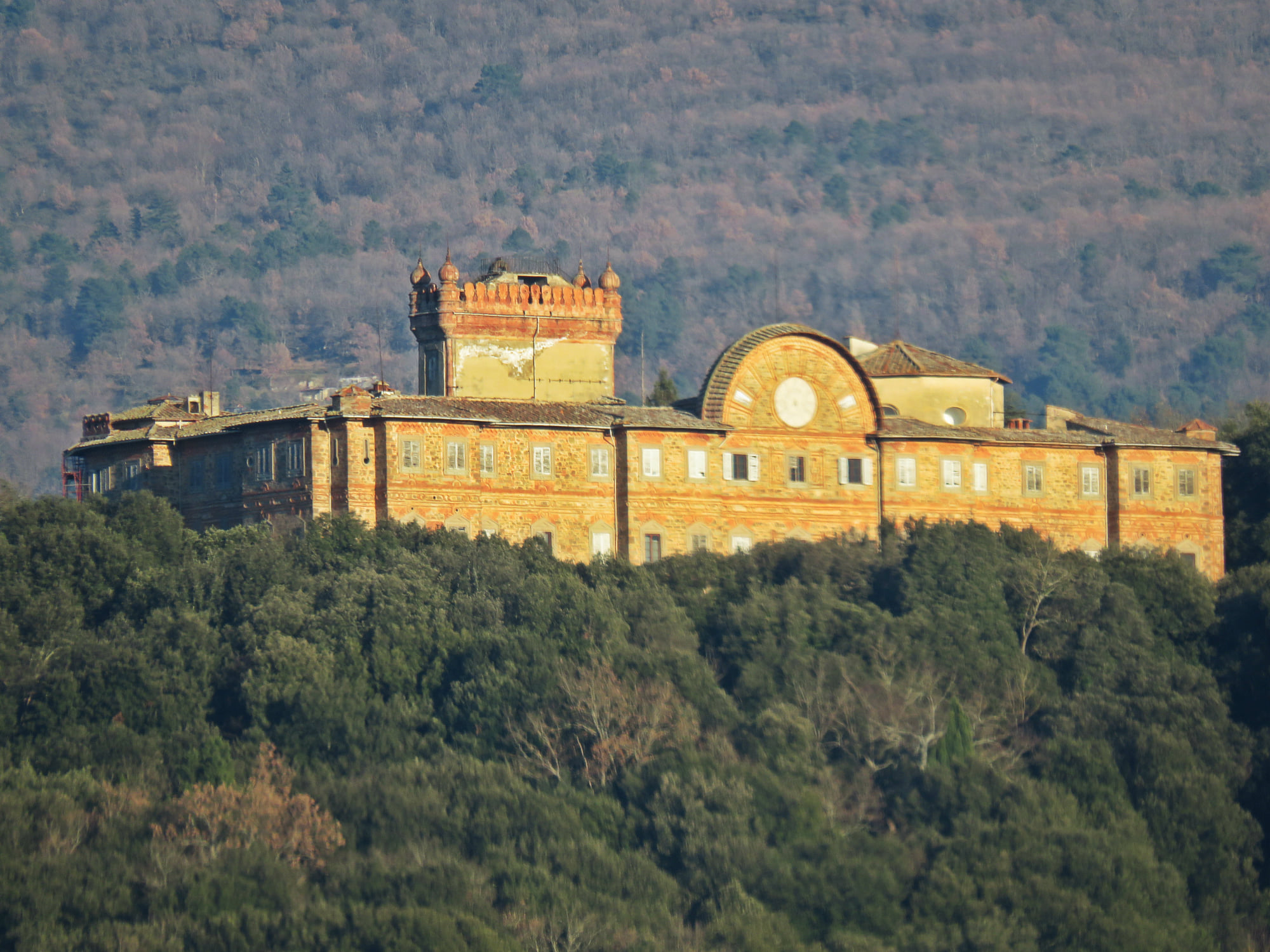
Общий вид замка с юго-западной стороны
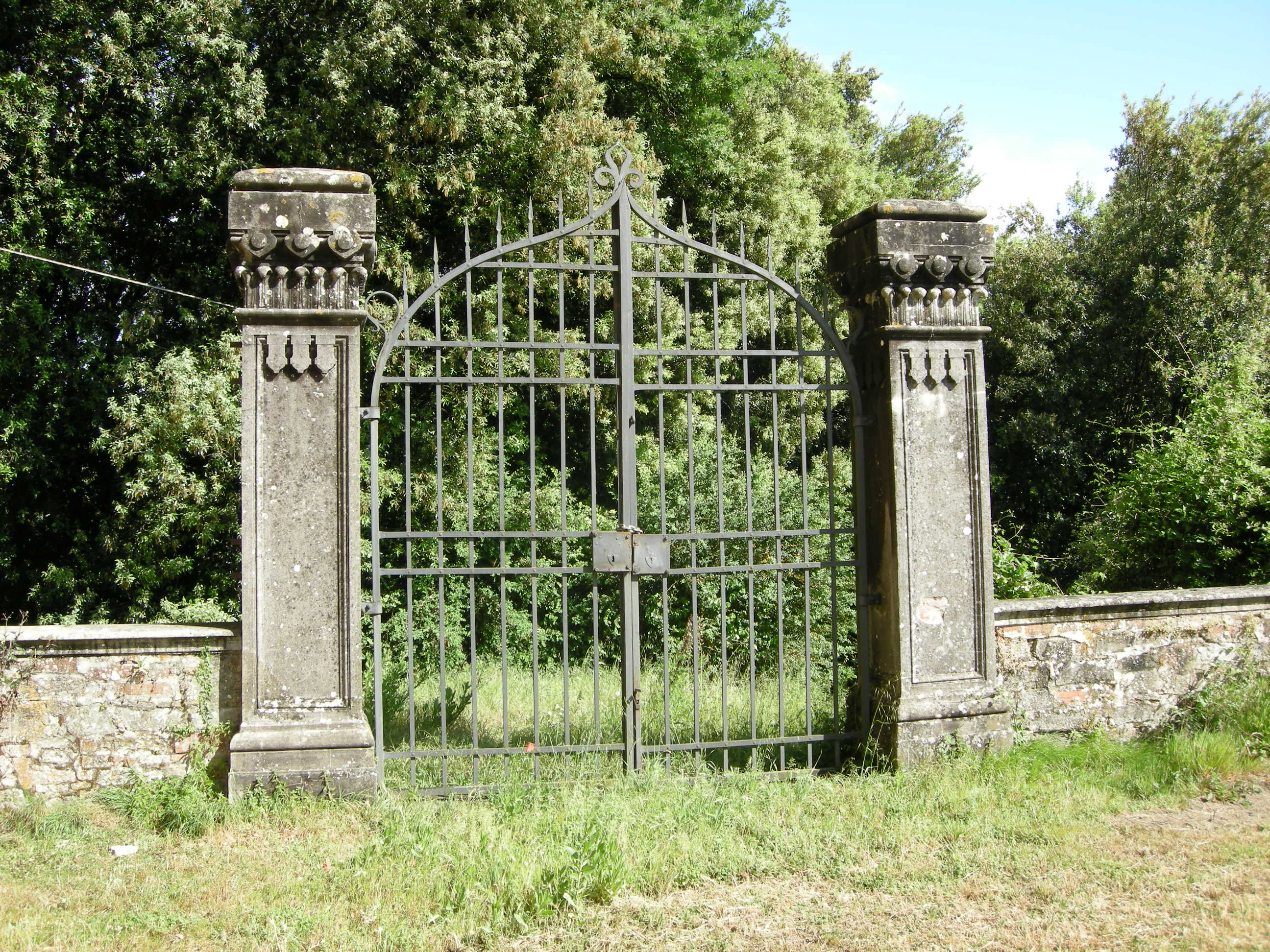
Старинные ворота
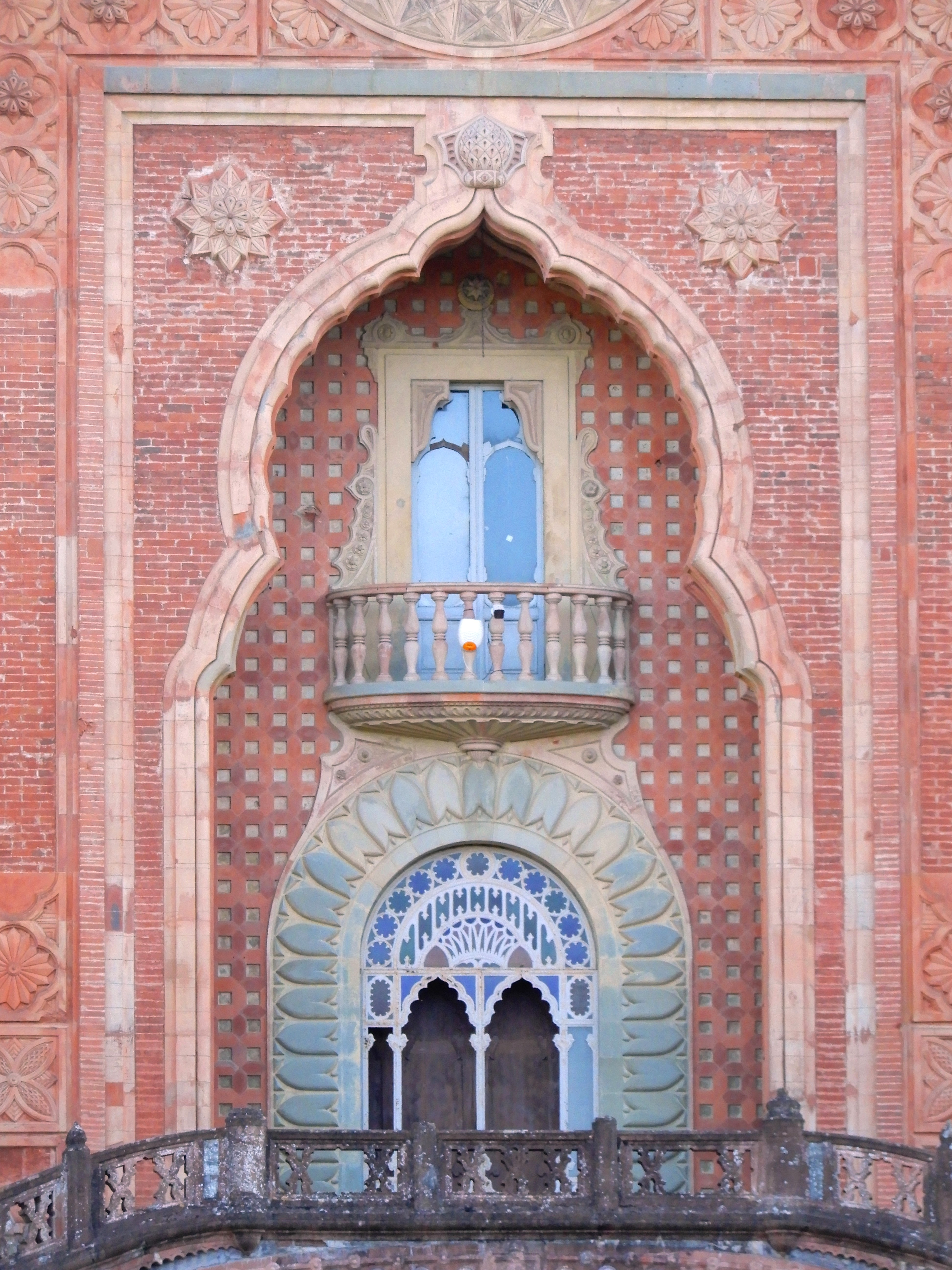
Фрагмент фасада
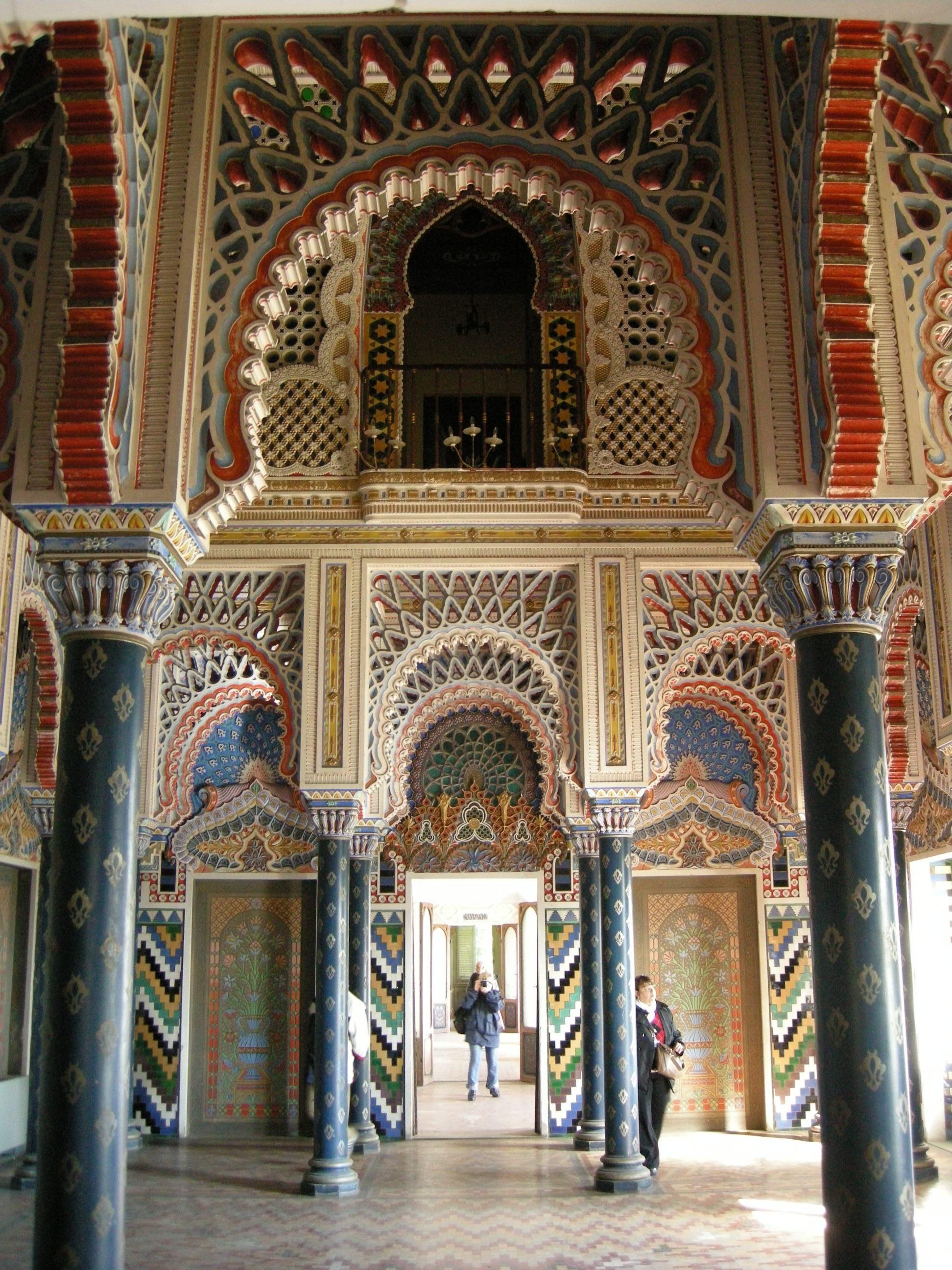
Внутренние интерьеры